# Calystegia sepium
Calystegia sepium é uma espécie de planta com flor pertencente à família Convolvulaceae. 
A autoridade científica da espécie é (L.) R. Br., tendo sido publicada em Prodromus Florae Novae Hollandiae 483. 1810.

## Portugal
Trata-se de uma espécie presente no território português, nomeadamente os seguintes táxones infraespecíficos:
- Calystegia sepium subsp. sepium - presente em Portugal Continental, no Arquipélago dos Açores e no Arquipélago da Madeira. Em termos de naturalidade é nativa de Portugal Continental e introduzida no Arquipélago dos Açores e no Arquipélago da Madeira. Não se encontra protegida por legislação portuguesa ou da Comunidade Europeia.
- Calystegia sepium subsp. americana - presente no Arquipélago dos Açores. Em termos de naturalidade é introduzida na região atrás referida. Não se encontra protegida por legislação portuguesa ou da Comunidade Europeia.
- Calystegia sepium subsp. spectabilis - presente no Arquipélago dos Açores. Em termos de naturalidade é introduzida na região atrás referida. Não se encontra protegida por legislação portuguesa ou da Comunidade Europeia.